# 印堇父
印堇父（？—？），姬姓，印氏，是郑穆公之子子印的后裔，郑国大夫。
前547年，楚康王和秦国人联兵进攻吴国，因听说吴国有了准备，就退而入侵郑国。五月，郑国的城虞守将皇颉出城和楚军作战，战败被俘。与皇颉一起守城的印堇父被楚国人囚禁，献给了秦国。郑国人在印氏那里拿了财货向秦国请求赎回印堇父，子太叔正做令正，为他们提出请求赎回的话。子产说：“这样是不能得到印堇父的。秦国接受了楚国奉献的俘虏，却在郑国拿财物，不能说合于国家的体统，秦国不会这样做的。如果说‘拜谢君主帮助郑国。如果没有君主的恩惠，楚军恐怕还在我国城下’，这才可以。”子太叔不听，就动身了。秦国人不肯释放印堇父，子太叔把财物改为其他礼品，按照子产的话去说，印堇父才得以获释。